# Čang Pi (kaligraf)
Čang Pi (čínsky pchin-jinem Zhāng Bì, znaky zjednodušené 张弼, tradiční 張弼, 1425 – 4. července 1487) byl čínský kaligraf a básník mingského období významný svým konceptním písmem.

## Jména
Čang Pi používal zdvořilostní jméno Žu-pi (čínsky pchin-jinem Rǔbì, znaky 汝弼) a pseudonym Tung-chaj ťü-š’ (čínsky pchin-jinem Dōng Hǎi jūshì, znaky zjednodušené 东海居士, tradiční 東海居士).

## Život a dílo
Čang Pi pocházel z okresu Chua-tching v prefektuře Sung-ťiang (dnes je Chua-tching městys v městském obvodu Ťia-ting v Šanghaji). Studoval konfuciánské klasiky, aby mohl nastoupit úřední kariéru. Úspěšně prošel zkouškovým systémem, zprvu na okresní úrovni, roku 1453 složil provinční zkoušky a roku 1466 úspěšně absolvoval palácové zkoušky v hlavním městě a získal hodnost ťin-š’. Poté byl jmenován tajemníkem na ministerstvu vojenství, pak zástupcem vedoucího odboru tamtéž.
Přímost a otevřenost mu vynesla nevoli ministra a roku 1478 přeložení na místo prefekta zapadlé horské prefektury Nan-an na jihozápadě provincie Ťiang-su (moderní okres Ta-jü v městské prefektuře Kan-čou). Region měl řadu problémů, nový náčelník nejdříve potlačil rozšířené bandity, pak podnikl opatření k pozdvihnutí hospodářství, jako výstavbu cest a mostů. Po zjištění, že v regionu jsou rozšířené neortodoxní kulty, nechal zbořit více než sto jejich chrámů. Náhradou stavěl konfuciánské školy a svatyně zasvěcené konfuciánům minulosti. Roku 1484 rezignoval s odvoláním na špatné zdraví.
Byl plodným prozaikem a básníkem a respektovaným kaligrafem. Podle slov svého přítele Li Tung-janga si ze své tvorby více než kaligrafie cenil poezii a ještě více prózu, ale ostatní ho obdivovali především za kaligrafii, zejména jeho „bláznivé konceptní písmo“ ve stylu tchangského Chuaj-sua. Silné, energické tahy jeho rukopisů současníci spojovali s Čang Piho přímou, nezávislou, morálně pevnou osobností.
Dva z jeho synů uspěli ve státní službě, Čang Chung-i (张弘宜, ťin-š’ 1481) dosáhl místa zástupce vedoucího provinčního kontrolního úřadu v Kuang-si a byl i uznávaným kaligrafem, Čang Chung-č’ (张弘至, ťin-š’ 1496) vedl úřad dohledu nad jedním z ministerstev.